# The Ballad of Buster Scruggs
The Ballad of Buster Scruggs är en amerikansk västernantologi skriven, regisserad och producerad av bröderna Joel och Ethan Coen. Bland de medverkande finns Tim Blake Nelson, Liam Neeson, James Franco, Zoe Kazan, Tyne Daly och Tom Waits. Filmen hade premiär vid Filmfestivalen i Venedig den 31 augusti 2018, där den vann pris för bästa manus. Efter visning på utvalda biografer, släpps filmen på Netflix den 16 november 2018.

## Handling
Sex kapitel berättar olika historier från vilda västern. The Ballad of Buster Scruggs skildrar en skarpskjutande sångfågel. I Near Algodones hamnar en bankrånare i trubbel. Meal Ticket är en mörk historia om två trötta resande underhållare. All Gold Canyon berättar en guldgrävares historia och i The Gal Who Got Rattled följer man en ung kvinna på väg över prärien i sökandet efter kärlek. The Mortal Remains berättar slutligen historien om en märklig samling människor på en sista resa.

## Medverkande

### The Ballad of Buster Scruggs
- Tim Blake Nelson som Buster Scruggs
- Willie Watson som The Kid
- David Krumholtz som fransmannen i saloonen
- E.E. Bell som pianospelaren
- Clancy Brown som Sure Joe

### Near Algodones
- James Franco som cowboy
- Stephen Root som kassör
- Ralph Ineson som mannen i svart
- Jesse Luken som Drover

### Meal Ticket
- Liam Neeson som impressario
- Harry Melling som artist

### All Gold Canyon
- Tom Waits som guldgrävaren

### The Gal Who Got Rattled
- Zoe Kazan som Alice Longabaugh
- Bill Heck som Billy Knapp
- Grainger Hines som Mr. Arthur
- Jackamoe Buzzell som en annan man

### The Mortal Remains
- Tyne Daly som damen
- Brendan Gleeson som irländaren
- Jonjo O’Neill som engelsmannen
- Saul Rubinek som fransmannen
- Chelcie Ross som pälsjägaren

## Framtagande
I januari 2017 annonserade Joel och Ethan Coen att The Ballad of Buster Scruggs skulle skapas i samarbete med Annapurna Television. I augusti 2017 tog Netflix upp projektet som en serie i sex delar som bygger på västernnoveller skrivna av bröderna Coen under 25 års tid.
Under 2017 och början av 2018 stod det klart att James Franco, Zoe Kazan, Tyne Daly, Willie Watson, Ralph Ineson, Tim Blake Nelson, Stephen Root, Liam Neeson och Brendan Gleeson skulle medverka.
The Ballad of Buster Scruggs filmades delvis i Nebraska och man sökte "vanliga" ortsbor som statister. Man filmade också i New Mexico, där bröderna Coens filmer No Country for Old Men och True Grit också spelades in.
I juli 2018 meddelades att serien återigen hade omarbetats till en långfilm, men i antologisk form.